# Chagall (singolo)
Chagall è un singolo della cantante italiana Silvia Salemi,composto da Salemi stessa insieme a Giacomo Eva e Marco Rettani, è un brano soft-rock.

## Video musicale
Il videoclip ufficiale del brano è stato caricato sul canale YouTube della cantante il 25 settembre 2020.